# Forfaiture (film, 1915)
Pour les articles homonymes, voir Forfaiture.
Pour plus de détails, voir Fiche technique et Distribution.

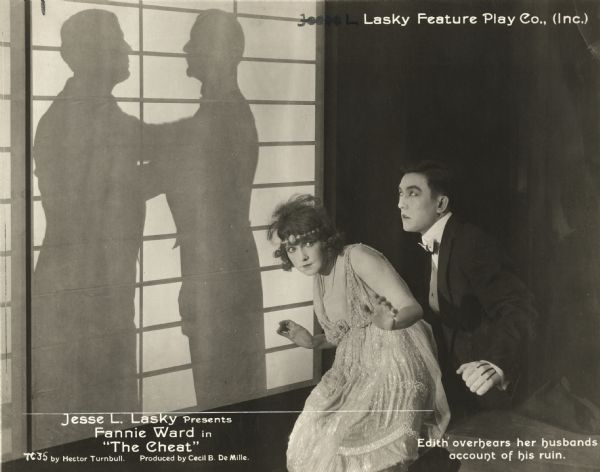
Image du film.

Forfaiture (The Cheat) est un film de procès américain de Cecil B. DeMille de 1915

## Synopsis
Edith Hardy, femme de la haute société, perd à la Bourse les dix mille dollars de l'organisation caritative dont elle est trésorière. Obligée de les rendre, elle demande à un ami, Haka Arakau, riche collectionneur birman surnommé le roi de l'ivoire, de les lui prêter. Étant amoureux d'elle, il accepte – à condition qu'elle se donne à lui.
À contrecœur, le marché est conclu.
Entre-temps, l'époux d'Edith, Richard Hardy, a gagné de grosses sommes en spéculant. Edith lui demande donc la même somme d'argent, prétendant devoir rembourser des dettes de bridge. N'ayant plus besoin de l'argent du Birman, elle refuse de payer la dette « en nature » qu'elle a envers lui, et cherche à lui rendre son chèque.
Haka, fou furieux, la marque à l'épaule avec son poinçon de collectionneur. En se défendant, elle le blesse par balle et s'enfuit.
Richard, qui avait trouvé la conduite de sa femme suspecte et qui l'avait suivie chez Haka, trouve le blessé, l'arme, le chèque et comprend tout. La police arrive. Le mari s'accuse de la tentative de meurtre.
Un procès s'ensuit, où Richard risque d'être condamné. À la dernière minute, le verdict rendu, devant toute la haute société venue assister au procès de l'un des siens, Edith dévoile son épaule marquée, se justifiant ainsi d'avoir tiré sur le Birman. Haka échappe de peu à un lynchage par le public. Le jury acquitte le mari.

## Fiche technique
- Réalisation : Cecil B. DeMille (non crédité à l'écran)
- Scénario : Hector Turnbull, Jeanie Macpherson
- Photo : Alvin Wyckoff
- Décors : Wilfred Buckland
- Société de production : Jesse L. Lasky Feature Play Company
- Producteurs : Cecil B. DeMille et Jesse L. Lasky (non crédité)
- Pays de production :  États-Unis
- Durée : 59 minutes
- Genre : Drame et film de procès
- Format : Noir et blanc - Muet
- Date de sortie : 13 décembre 1915

## Distribution
- Fanny Ward : Edith Hardy
- Jack Dean : Richard Hardy
- Sessue Hayakawa : Aka Arakau
- James Neill : Jones
- Yutaka Abe : le valet d'Arakau
- Dana Ong : l'avocat
- Hazel Childers : Mrs Reynolds

Parmi les acteurs non crédités
- Lucien Littlefield : Le secrétaire de Hardy

## Autour du film
- Le sujet du film était très audacieux pour l'époque, avec la scène du fer rouge, « où Sessue Hayakawa imprime son cachet brûlant sur l'épaule violée de Fanny Ward », écrit Louis Delluc. À noter aussi l'utilisation de clairs-obscurs révolutionnaires, qui sera appelée par la suite le « Lasky Lighting », du nom du studio de production.
- Dans de nombreuses scènes, les acteurs principaux du film sont filmés en gros plan, ce qui est assez rare à cette époque.
- Remake français : Forfaiture de Marcel L'Herbier en 1937, où Sessue Hayakawa reprend son rôle, en français.
- Remakes aux États-Unis: La Flétrissure en 1923 avec Pola Negri, et en 1931 avec Tallulah Bankhead[1].
- Ce film de 1915 et tous les remakes, français et anglais, reposent sur un scénario principalement dû à Hector Turnbull, et remanié à chaque fois. Le scénario initial fut transformé en roman en français par André de Lorde et Maurice Landay (1875-1931) en 1922 sous le titre Forfaiture ; et en roman en anglais par Russell Holman en 1923 sous le titre The Cheat.
- Une comédie musicale française intitulée également Forfaiture, et inspirée par le film de Cecil Blount DeMille, a été créée le 9 février 1921 au Théâtre de l'Opéra-Comique, à Paris, sur un livret d'André de Lorde et Paul Milliet avec une musique de Camille Erlanger.